# Johan Throne-Holst

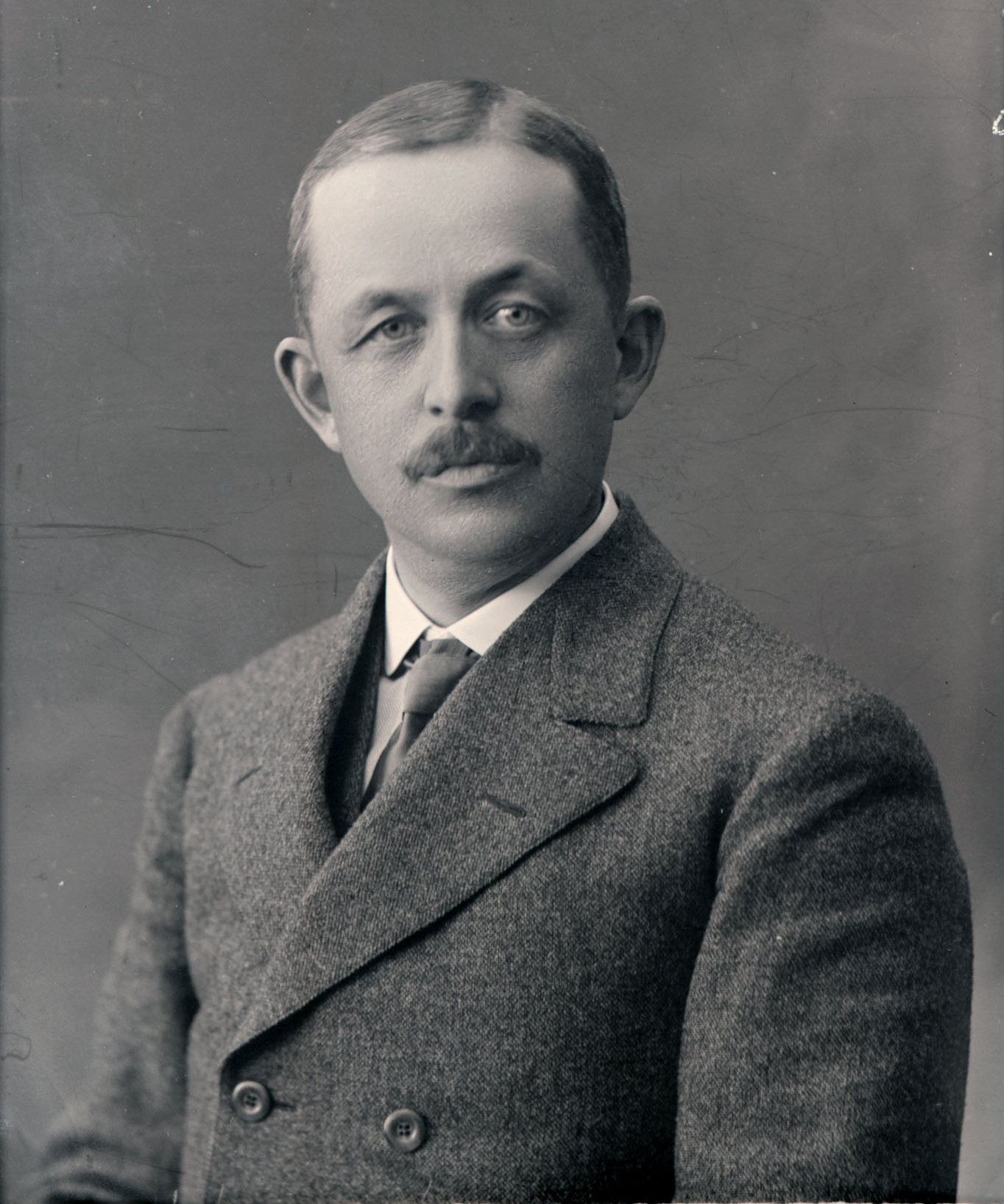
Johan Throne Holst

Johan Throne Holst (* 7. Februar 1868 in Trondheim; † 13. Februar 1946) war ein norwegischer Industrieller und Politiker der Frisinnede Venstre. Er war der Gründer des Schokoladenherstellers Marabou und CEO von Freia, das heute im Besitz von Mondelez International ist.

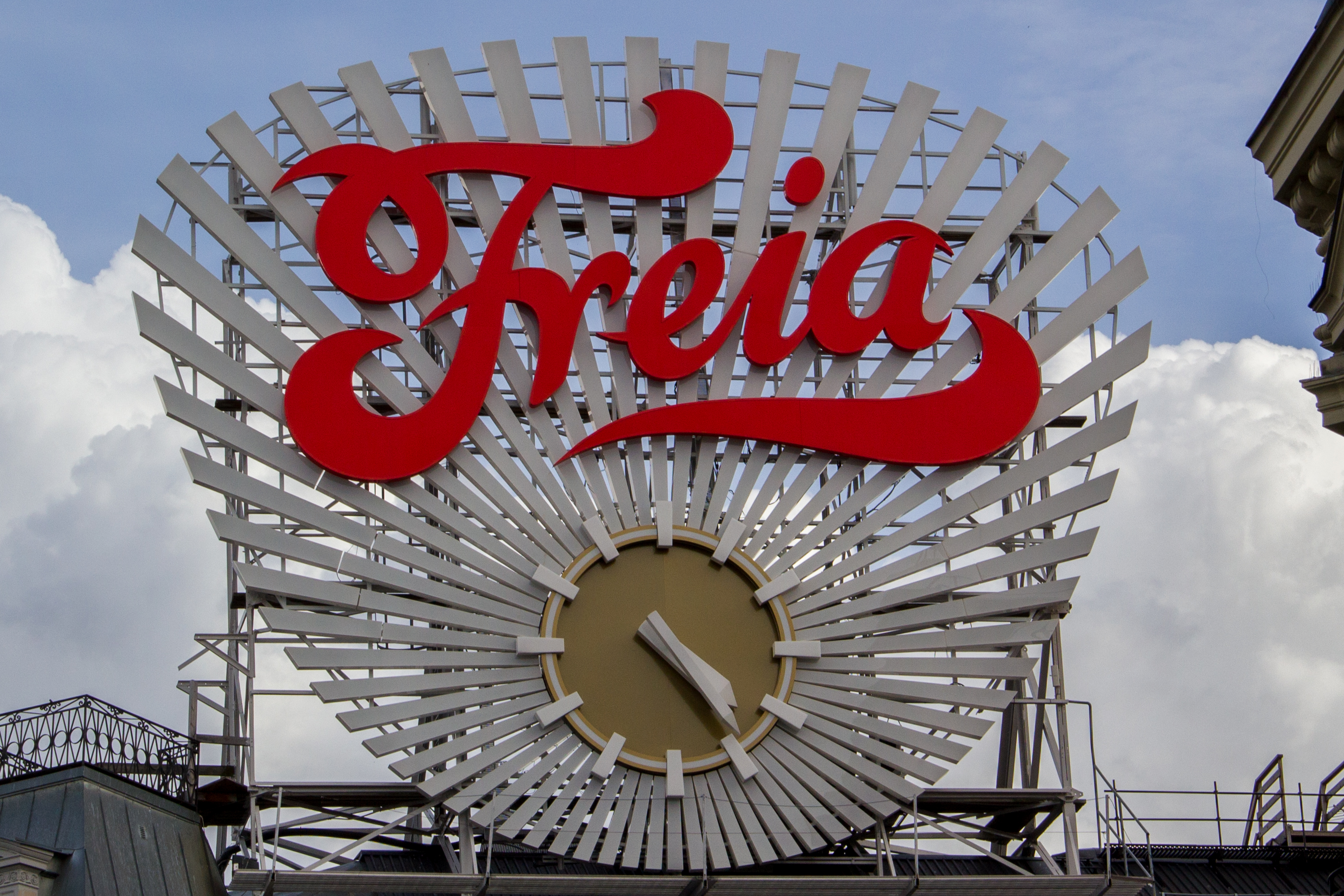
Die Freia-Uhr am Egertorget-Platz in Oslo

## Biografie
Throne Holst wurde 1868 in Trondheim als Sohn von Johan Martinus Brodtkorb Holst (1829–1913) und Josefa Gørvell (1835–1913) geboren.
Holst absolvierte die Trondheim Cathedral School und besuchte eine Handelsschule in Hamburg (1887–1888). Seine berufliche Laufbahn begann er als Verkäufer im Handelsgeschäft seines Vaters in Trondheim. Im Jahr 1892 kaufte Holst eine neu gegründete Schokoladenfabrik in Oslo. Er baute Freia (Freia Chocolade Fabrik) zur führenden Schokoladenmarke Norwegens aus und schuf eine moderne Arbeitsumgebung mit Kantinen und einem eigenen Park für Arbeiter, dem Freiaparken in Oslo. Zudem war Freia das erste Unternehmen in Norwegen mit einer eigenen Gesundheitsversorgung und einer 48-Stunden-Arbeitswoche. Sein Sohn, Harald Throne-Holst, war von 1948 bis 1970 Geschäftsführer der Freia-Schokoladenfabrik und später CEO.
1916 gründete Holst eine Schokoladenproduktion in Sundbyberg, Schweden, unter dem Markennamen Marabou, mit seinem Sohn Henning Throne-Holst (1895–1980) als CEO und Direktor. Der Markenname Marabou wurde gewählt, da Freia in Schweden bereits existierte. Die tatsächliche Produktion begann erst 1919 aufgrund von Rohstoffknappheit während des Ersten Weltkriegs.
Er war von 1904 bis 1910 Mitglied des Stadtrats von Oslo und wurde 1909 bis 1912 als Vertreter des Osloer Stadtteils Hammersborg in das norwegische Parlament gewählt. 1923 wurde Holst zum Vorsitzenden der Handelsbanken ernannt. Ab Anfang der 1930er-Jahre distanzierte er sich von Vidkun Quisling. 1941 gehörte er zur Minderheit im norwegischen Industrieverband, die gegen den verstärkten Handel während der nationalsozialistischen Besatzung Norwegens protestierte.

## Privatleben
1894 heiratete er Hanna Richter Jenssen (1873–1952), Tochter von Hans Peter Jenssen (1848–1902) und Signe Klingenberg (1852–1925). Sie waren die Eltern von Henning Throne-Holst (1895–1980) und Harald Throne-Holst (1905–1996).
Johan Throne Holst verstarb 1946 und wurde auf dem Vår Frelsers Gravlund in Oslo beigesetzt. Seine Familie behielt die Kontrolle über Marabou und Freia bis 1992.

## Ausgewählte Werke
- Industri og industrielle problemer : belyst ved erfaringer fra A/S Freia Chocolade Fabrik (Kristiania: Aschehoug, 1914)
- Erindringer og refleksjoner. (Oslo: Gyldendal, 1941)

## Weitere Quellen
- Rudeng, Erik (1989): Sjokoladekongen : Johan Throne Holst – en biografi (Oslo: Universitetsforlaget) ISBN 82-00-02792-9